# 라이베리아
라이베리아 공화국(영어: Republic of Liberia), 약칭 라이베리아(Liberia, 문화어: 리베리아)는 1847년에 세워진 아프리카의 첫 공화국이다. 기니 만(灣) 서단에 위치하는 비교적 역사가 오랜 독립국으로서, 시에라리온, 기니, 코트디부아르와 국경을 접하고 있다. 연 2회 우기가 찾아오는 열대 몬순 기후로 인해 몬로비아의 연간 강우량은 4,920mm이다.
1842년에 미국식민협회가 보낸 해방노예들이 중심이 되어 1847년에 독립했다. 국명 라이베리아는 ‘자유의 나라’를 의미한다. 해방 노예들이 창당한 트루 휘그당의 일당통치가 계속되다가 1980년 쿠데타로 해산되고, 1986년 1월 원주민 출신의 새뮤얼 도가 대통령에 취임했다. 1990년 도가 피살된 뒤에 내전이 확대되었다가 1995년 8월 평화협정이 체결됐다. 1997년 7월 19일 대통령 선거에서 7년간의 내전을 주도해온 군벌 출신의 지도자 찰스 테일러가 75.3%의 지지로 당선됐다. 2003년 내전 종식 뒤인 2005년에는 아프리카 최초의 여성 대통령인 엘렌 존슨설리프가 당선되었다.
수도 몬로비아는 미국의 먼로 대통령의 이름을 딴 것인데, 철광과 생고무의 수출항이다. 역사적으로 미국과 긴밀한 관계를 유지하고 있으며 공용어도 영어이다. 주민은 케펠레·바사·코루족 등 라이베리아 지역 원주민 95%, 2.5%가 해방노예의 후예인 아메리코-라이베리안, 2.5%가 콩고족이다. 본래 해방 흑인을 위해 설립된 이 나라는 인종국민주의를 채택해 흑인이 아닌 사람은 이 나라의 국민이 될 수 없다. 주요 수출품은 철광석·다이아몬드·천연고무·커피·코코아 등이며, 철광석과 다이아몬드는 풍부하여 총수출의 76%를 차지한다. 과거부터 사회적, 경제적으로 미국에 대한 의존도가 높다. 선박세가 싸기 때문에 외국의 편의 치적선(便宜置積船)이 많아 선박 보유량은 세계 최고 수준이다.

## 국명
라이베리아의 정식 명칭은 라이베리아 공화국(Republic of Liberia)이다. 라이베리아라는 이름은 해방, 자유를 뜻하는 라틴어 '리베르'(Liber)에서 비롯되었다.

## 역사

### 건국

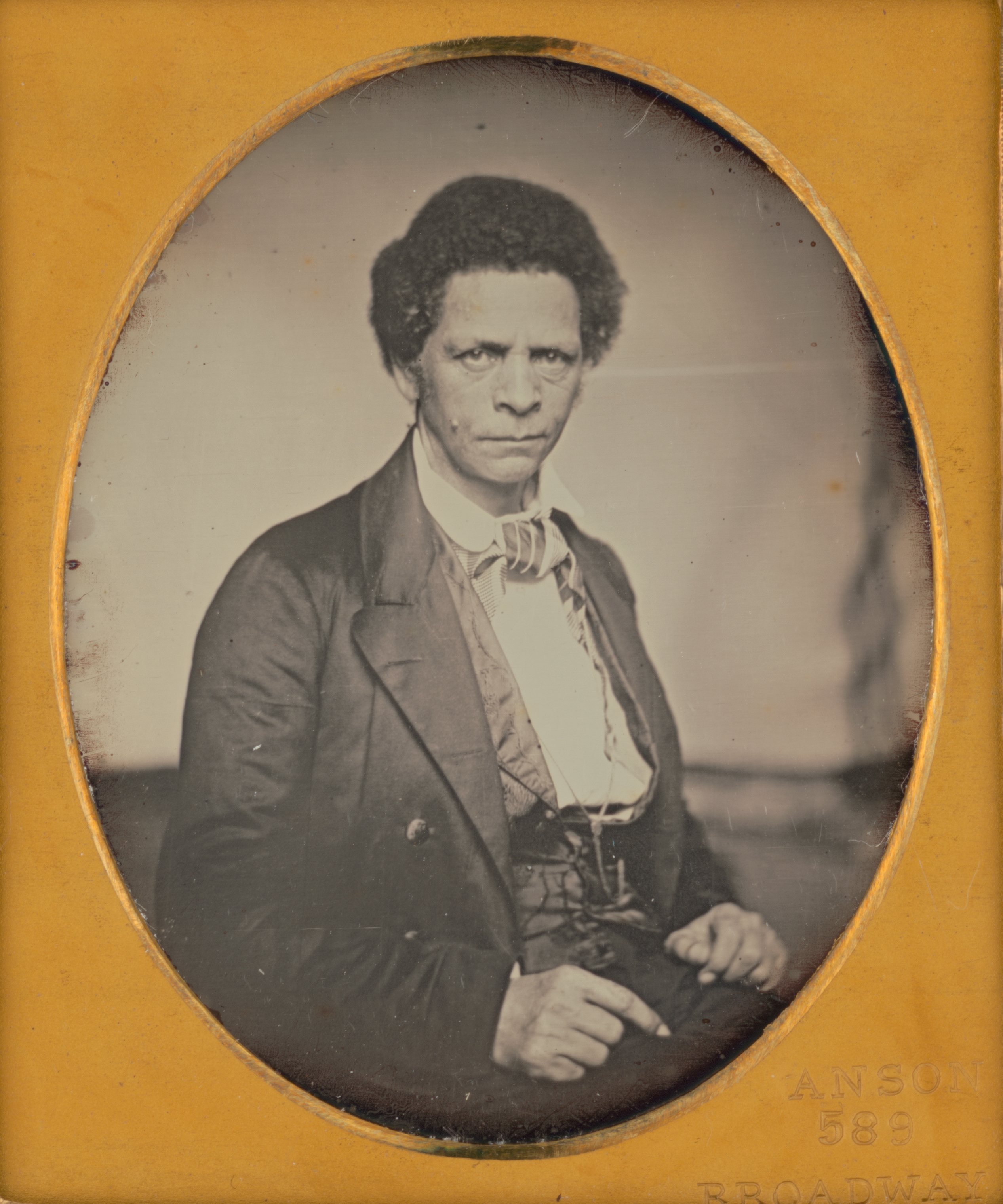
라이베리아의 초대 대통령 조지프 젱킨스 로버츠

라이베리아의 건국은 노예 신분이 아닌 미국 흑인(해방 흑인)들을 아프리카로 돌려보내는 미국 식민 협회(ACS)의 정책에서 유래한다. 이는 링컨의 노예 해방 선언이 있기 전 19세기 초부터 자유주의적 노예제 폐지 운동의 일환으로 주장된 것으로서, 퀘이커교도는 흑인 자유를 위해, 노예 소유자들은 증가하는 흑인 반란의 위기를 잠재우기 위해 이를 지지했다.
미국식민협회가 주도한 흑인 이주는 1822년부터 이루어지기 시작하여, 서아프리카 지역의 열대 질병으로 인해 초기 정착자의 과반수가 사망할 정도로 위험이 컸음에도 미국과 캐리비안 제도의 많은 해방흑인들이 자유를 찾아 라이베리아로 이주하기 시작하여 1867년까지 최소 1만 3천 명 이상의 이민자가 있었다.
이 기간에 미국 식민 협회는 해안 지역의 원주민 족장들로부터 땅을 사들여 라이베리아 식민지를 세움으로서 국토가 될 땅을 마련하였다. 1847년 7월 26일에는 미국계 라이베리아인들이 공식적으로 독립을 선포하고 헌법을 제정하였으며, 여러 법제도는 미국의 영향을 강하게 받았다.
미국과의 교역으로 초기에는 빠른 발전을 이루기도 했으나 19세기 말부터 경제난에 시달렸다. 제1차 세계 대전 중인 1914년 8월 5일에는 독일 제국에 선전 포고하여 파리 강화회담에 참석하고 국제 연맹의 창설국에 이름을 올리는 등 독립국의 국제적 지위를 확고히 했다.

### 미국계 라이베리아인 주도 시대

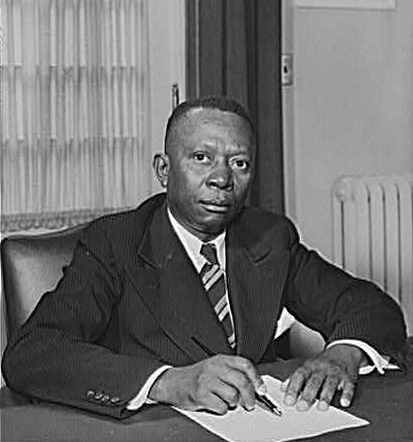
라이베리아의 전성기를 이끈 윌리엄 터브먼

건국 초기부터 미국에서 교육받은 미국계 라이베리아인들(Americo-Liberians)은 기득권을 형성하여 해안 지역의 정치·경제적 우위를 확고히 하는 한편 라이베리아 원주민들에 대해서는 차별 대우를 유지하였다. 1929년에는 국제연맹으로부터 현대 노예제를 유지하고 있다는 의혹을 받아 조사가 이루어지며 찰스 D. B. 킹 대통령 내각이 사퇴하기도 했다.
20세기 중반부터는 근대화가 빠르게 진행되기 시작했는데, 미국이 독일 견제를 위해 라이베리아에 대규모 물자, 인프라 지원을 한 것도 영향이 컸다. 특히 1944년 취임한 윌리엄 터브먼 대통령은 외국 투자를 적극 유치하고 여러 개혁을 펼치며 아프리카 전체 2위의 성장률을 기록하는 등 라이베리아의 전성기를 열었다. 또한 아프리카 지역에서의 제국주의 철폐 운동을 주도하며 여러 범아프리카주의 운동의 중심지가 되기도 했다. 그러나 한편으로는 원주민 흑인에 대한 국가적 차별과 일당독재 체제가 지속되고 있었다.
1971년 터브먼이 임기 중에 사망하자 부통령이던 윌리엄 톨버트가 대통령직을 승계했다. 그는 최초로 야당을 합법화하며 일당독재 체제를 끝내는 한편 친서방 정책을 버리고 공산권 국가에 접근하는 등 여러 변혁을 시도했다. 심각한 빈곤을 타파하기 위해 여러 정책을 폈으나 실패하며 신임을 잃어가기 시작했다.

### 군사반란과 정치 혼란

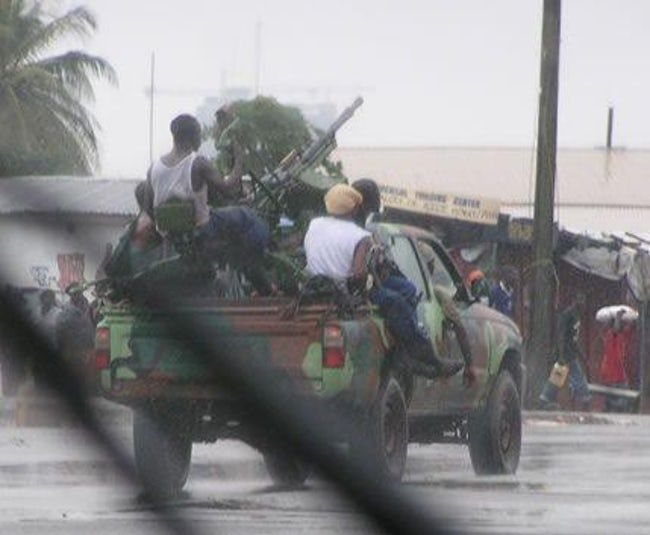
2차 라이베리아 내전 중 몬로비아 시내

그러던 중 1980년 톨버트가 야당을 반란 혐의로 다시 해산하여 일당독재를 되돌릴 기미가 보이자 원주민인 크란족(Krahn) 출신의 군인 새뮤얼 도가 쿠데타를 일으켜 윌리엄 톨버트 대통령을 살해하고 트루 휘그당 소속이던 정치인들을 처형한 후 정권을 잡았다. 그는 인구의 절대다수를 차지하는 원주민 주도의 라이베리아로 바꾸겠다며 지지를 결집하여 군정 통치를 시작했고, 초기에 친미 정책을 되돌리며 미국의 원조를 받기도 하였으나, 곧 부패와 정책 실패로 경제난이 심화되고 원조도 끊겨갔다. 1985년에는 공약대로 선거를 실시하였으나 여러 부정선거 행위가 있었고, 이후 정치적 반대자들을 숙청하거나 민족학살을 벌이며 독재의 길을 굳혀갔다.
1989년 군벌이던 찰스 테일러가 이끄는 애국전선(NPFL)이 주변국의 지원을 받아 도 정권에 대항하는 반란을 일으켜 제1차 라이베리아 내전이 전개되었고, 곧 1990년 몬로비아를 정악한 반란군이 도 대통령을 살해하기에 이른다. 그러나 정치적 혼란 속에 다른 반란세력들이 등장하기 시작하여 수만명의 사망자가 발생한 끝에 1997년 내전이 종료되고 찰스 테일러가 대통령에 선출되었다.
그러나 테일러 정권은 주변국의 반인도적인 반군을 지원하거나 부정한 인력착취와 밀수를 행하며 이익을 챙겼고, 국제적으로 테러지원국가로 여겨지며 고립되기 시작했다. 계속되는 혼란 속에 1999년 북서부에서 테일러 정권에 반대하는 LURD가 봉기하면서 제2차 라이베리아 내전이 시작되었고, 2003년에는 동남부에서 또다른 반란군 MODEL이 발생하였다. 결국 동년 6월에 아크라에서 세력간 회담이 열렸고 테일러는 축출된 이후 인도에 반하는 죄 혐의에 대한 유죄를 선고받았다.

### 21세기
2003년 11월부터 UN이 주둔하여 치안과 사회 안정을 돕는 작업에 착수하였고, 2005년에는 최초로 온전하게 민주적인 선거가 실시되었다. 2014년에는 기니발 에볼라바이러스 유행으로 2,000명 이상이 사망하였고 2015년에 종식이 선언되었다. 2017년에는 운동선수 출신의 조지 웨아가 대통령에 선출되었다. 민주화 이후에도 심각한 경제난과 치안 문제로 사회 불안이 지속되고 있다.

## 자연 환경

### 지리
서아프리카에 위치한 라이베리아는 북대서양과 접하며, 해안평원으로 이뤄져 있다. 북동쪽에는 낮은 산맥과 평원이 나타나며, 동부의 가장 높은 곳은 해발 1,440m인 위테베 산(Mount Wuteve)이다. 북서쪽 지방에는 서아프리카 산맥과, 기니 고원이 분포한다. 인근에 님바 산(해발 1,752m)이 있는데, 기니 및 코트디부아르와 접하고 있다.

### 기후
전형적인 적도 지역의 기후가 나타나며 일년 내내 덥다. 다만 5월에서 10월까지 많은 비가 내리며, 11월에서 3월까지는 겨울과 같다. 하마탄 열풍이 불어서 모래가 많이 날리기에 주민들에게 피해를 주기도 한다.

## 정치
건국 당시부터 미국의 정치체제를 많이 본떠 현재도 미국식의 대통령 중심제를 실시하며 부통령을 두고 있다. 현재 대통령은 축구 선수 출신의 조지 웨아이다.

### 행정 구역
수도는 몬로비아이다.

### 대한 관계
한국 전쟁에 참가하지 않았으나, 대한민국에 물자를 지원해 주었다. 대한민국과는 1964년 수교하였으며 조선민주주의인민공화국과도 수교하였지만 1987년 김일성의 지령을 받은 김현희의 대한항공 858편 폭파사건으로 1988년 조선민주주의인민공화국과는 단교하였다.
내전 때 대한민국 대사관이 철수했으며 나이지리아 대사가 라이베리아 대사를 겸임하고 있다.
수도 몬로비아에는 한국인을 위한 영사관이 존재하나 한국인 직원은 없다. 라이베리아는 대한민국 정부가 정한 '여행 제한 지역'으로, 대한민국에서 라이베리아에 가려면 다른 나라를 경유해야 한다.

### 헌법에 명시된 인종주의
라이베리아는 전 세계에서 유일하게 공식적으로 인종주의를 내세우고 있는 나라다. 라이베리아의 헌법(제27조 b항)에 따라, 이 나라 국적은 흑인만이 가질 수 있다.

## 경제
풍부한 천연자원에 비해 정치상의 문제로 경제 여건이 그리 좋지 못하다. 철광석·다이아몬드·천연고무·커피·코코아 등이 주요 자원이자 주요 수출품이다. 철광석과 다이아몬드는 풍부하여 총수출의 76%를 차지한다. 경제적으로 미국에 대한 의존도가 높다. 서부 아프리카 일대 무장갈등의 자금원이 돼온 라이베리아산 다이아몬드는 대표적인 ‘블러드 다이아몬드’로 꼽힌다. 1989~93년 내전을 겪으면서 군벌 출신으로 대통령에 오른 찰스 테일러는 다이아몬드를 통해 확보한 자금으로 자국의 전쟁은 물론 시에라리온의 반군에 무기와 군사훈련을 지원했다. 유엔은 내전으로 인한 엄청난 살상과 인권유린 문제가 대두되자, 유엔 안전보장이사회는 2001년 라이베리아산 다이아몬드에 대한 전면 금수조치, 2003년 결의안 제1521호를 통해 라이베리아산 다이아몬드 금수령을 내린 바 있다. 테일러는 다이아몬드 대신 밀림의 목재(blood timber)를 팔아 내전 자금으로 충당하다 2003년 권좌에서 쫓겨났다. 엘렌 존슨설리프 대통령은 빈곤에 허덕이는 라이베리아 경제 재건을 위해 다이아몬드 수출 금지령 해제가 긴요하다는 점을 국제사회에 설득해 왔다. 여기에 국제 시장에 출시되는 다이아몬드의 원산지를 추적할 수 있도록 하는 내용을 뼈대로 한 ‘킴벌리 프로세스 인증제도’를 라이베리아가 지킬 수 있다는 확신을 준 것이 안보리가 제재를 푸는 데 결정적 역할을 한 것으로 전해졌다. 2007년 4월27일 유엔 안전보장이사회는 오랜 논의 끝에 라이베리아산 다이아몬드 금수조처를 해제하는 내용을 뼈대로 한 결의안(1753호)을 만장일치로 채택했다. 선박세가 싸기 때문에 외국의 편의 치적선(便宜置積船)이 많아 선박 보유량은 세계 제일이다. 2007년 기준으로 UN ECOSOC가 정한 최빈개도국(1인당 GNI의 3년 평균치가 750달러 이하이며 HAI, EVI가 일정치 이하일 때 지정됨) 가운데 하나이다. 도로는 거의 포장되어 있지 않다.

### 교통
도로는 대한민국처럼 우측통행이며 대부분의 차량은 일본의 차량이나 운전석은 왼쪽에 위치한다. 비포장 도로가 대부분이며 포장된 도로에도 횡단보도나 신호등은 없다. 보행자가 도로를 건널 때는 오가는 차량을 확인하며 안전하게 건너야한다. 수도 몬로비아의 경우 공공 교통은 택시와 버스, 오토바이 등이 존재한다. 택시는 노란색으로 일본의 닛산 자동차가 대부분이다. 일반적으로 생각하는 택시와는 다르게 일정한 노선을 운행하며 요금은 거리에 따라서 책정되나 미터기를 사용하지는 않는다. 어느정도 거리를 지날 때마다 5 라이베리아 달러가 추가되는 방식이다. 택시를 잡을 때는 길가에서 수신호로 자신이 가려는 방향을 표시하여야 하며, 그 수신호를 보고 택시가 멈춰선다. 일반적으로 운전석에 1명, 조수석에 2명, 뒷좌석에 4명이 탑승하며 다른 손님과의 합승이 기본이다.
특별한 경우에는 돈을 더 지불하고 우리가 생각하는 택시처럼 사용할 수도 있다. 버스는 승합차를 개조한 경우와 미니버스, 스쿨버스 등이 있으며 특별하게 정해진 정거장은 없으나 일반적으로 승객이 많이 탑승하고 하차하는 지역은 있다. 내리는 경우는 택시처럼 이야기를 하면 된다. 승합차를 개조한 경우 뒷좌석의 문 앞에 요금을 받는 사람이 따로 있으며 사람을 많이 태우기 위해 의자를 바꾼 경우가 많다. 일반적으로 10~20명 정도가 탑승하며 최대 24명까지 탑승한다.

### 전기와 수도
내전 때 찰스 테일러에 의해 수력발전소가 파괴되었다. 전봇대 등 전기가 공급되었던 흔적은 남아있으나 전깃줄은 고철을 노리는 사람들에 의해 대부분 끊어졌다. 부유한 사람들은 기름을 사용하는 소형 발전기를 이용하여 전기를 얻는다. 수도는 대략적인 하수 시설은 갖추어져있으나 상수도를 통해 물을 얻는 것이 아니라 펌프와 우물 등을 이용하여 얻는다.

### 기아문제
라이베이라의 기아상태는 매우 심각한 상태이다. 매년 아일랜드의 NGO인 컨선월드와이드(Concern Worldwide), 독일의 NGO인 세계기아원조(Welthungerhilfe) 그리고 미국의 연구기관인 국제식량정책연구소(IFPRI)가 협력하여 발표하는 세계기아지수(GHI)에 따르면 2016년 라이베리아의 기아지수는 100점 만점 중 30.7점으로 가장 심각한 기아점수를 기록한 중앙아프리카공화국의 46.1점과 비교해봐도 심각한 수준이다. 이는 조사 대상이었던 118개의 개발도상국 중 101위에 해당하는 수치로 상당한 기아수준을 보여준다고 할 수 있다.

## 사회

### 인구
주민은 대부분이 아프리카계의 선주민이며, 주된 부족으로서 크펠레족, 바사족, 크루족, 고라족 등 16의 부족이 있다. 또, 미국이나 서인도 제도에서 해방된 노예들의 자손인 아메리코-라이베리아인이 2.5%로 건국 초기에는 이들이 정치적 주도권을 잡았다. 카리브 제국이나 콩고에서 온 콩고인도 2.5% 정도 있다.

### 언어
영어가 공용어로서(1986년 헌법) 실제로 널리 사용되고 있다. 이들이 사용하는 영어의 변종을 라이베리아 영어라고 한다. 그 외에 31개에 달하는 여러 부족 언어도 쓰이지만 부족어를 제1언어로 사용하는 인구는 많지 않다.

### 사회
사회 혼란으로 강력범죄가 자주 발생하고 도둑이 많아 치안 문제가 심각하며 특히 강간 발생률이 세계 최고 수준으로 집계되고 있다. 경찰은 대부분이 심하게 부패하여 신뢰도와 치안 유지력이 낮다.

## 교육
2010년 기준으로 문해율은 약 60.8%로 조사되었다. 일부 지역에서는 초등교육을 의무로 규정하고 있으나 잘 지켜지지 않는다.

## 종교
2008년 기준으로 종교는 기독교가 85.6%, 이슬람교는 12.2% 정도로 파악된다. 헌법에서 종교의 자유를 보장하고 있으나 여러 사회 제도가 기독교 중심으로 운용된다. 초기 미국 출신 이주자들과 선교사들의 영향으로 기독교 신자의 대부분은 개신교이나, 로마 가톨릭교도도 상당수 존재한다. 라이베리아에서 믿어지는 개신교 신앙은 애니미즘과 같은 아프리카 토착 종교의 영향도 강하게 받은 모습을 보인다.

## 스포츠
축구 선수인 조지 웨아는 1995년 아프리카 선수로써는 최초로 발롱도르를 받았으며, 이 발롱도르 수상은 유럽, 남아메리카 출신선수를 제외하고 첫 수상이었다. 그의 맹활약에 라이베리아는 2002년 FIFA 월드컵 첫 월드컵 진출에 가까워졌지만 지역 예선전에서 나이지리아에 밀려 첫 월드컵 진출에 실패했다. 이러한 커리어로 조지 웨아는 국민 영웅으로 떠올라 2018년 라이베리아 대통령으로 선출되기에 이른다.